# Средняя Хадыта
Средняя Хадыта  — река в России, протекает по Ямало-Ненецкому АО. Длина реки составляет 93 км. 
Река берёт начало в заболоченном урочище Пяседа на юге Тазовского полуострова на высоте более 59,6 м над уровнем моря. Преимущественно течёт на северо-запад по тундровой местности. Активно меандрирует, в среднем и нижнем течении русло заболочено, берега часто обрывистые. Впадает с востока в Обскую губу в 44 км к северо-западу от впадения Ныды. В нижнем течении ширина реки составляет около 20 м при глубине 1 м.

## Притоки
| Название          | Расстояние от устья | Длина | Положение |
| ----------------- | ------------------- | ----- | --------- |
| Ямалъяха          | 39                  | 22    | правый    |
| Мюнканлова        | 49                  | 16    | правый    |
| Река без названия | 54                  | 10    | правый    |

## Данные водного реестра
По данным государственного водного реестра России относится к Нижнеобскому бассейновому округу, водохозяйственный участок — реки бассейна Карского моря от восточной границы бассейна реки Надым до северо-западной границы бассейна реки Пур, речной подбассейн реки — подбассейн отсутствует. Речной бассейн реки — Пур.
Код объекта в государственном водном реестре — 15040000212115300053092.